# Łukawka (województwo świętokrzyskie)
Łukawka – wieś sołecka w Polsce położona w województwie świętokrzyskim, w powiecie opatowskim, w gminie Wojciechowice.
Prywatna wieś szlachecka położona była w drugiej połowie XVI wieku w powiecie sandomierskim województwa sandomierskiego. W latach 1975–1998 miejscowość administracyjnie należała do województwa tarnobrzeskiego.

## Części wsi
| SIMC    | Nazwa   | Rodzaj    |
| ------- | ------- | --------- |
| 0810182 | Kolonie | część wsi |